# Radětice (kraj środkowoczeski)
Radětice – miejscowość i gmina (obec) w Czechach, w kraju środkowoczeskim, w powiecie Przybram. W 2022 roku liczyła 190 mieszkańców.